# Pfarrkirche Kauns

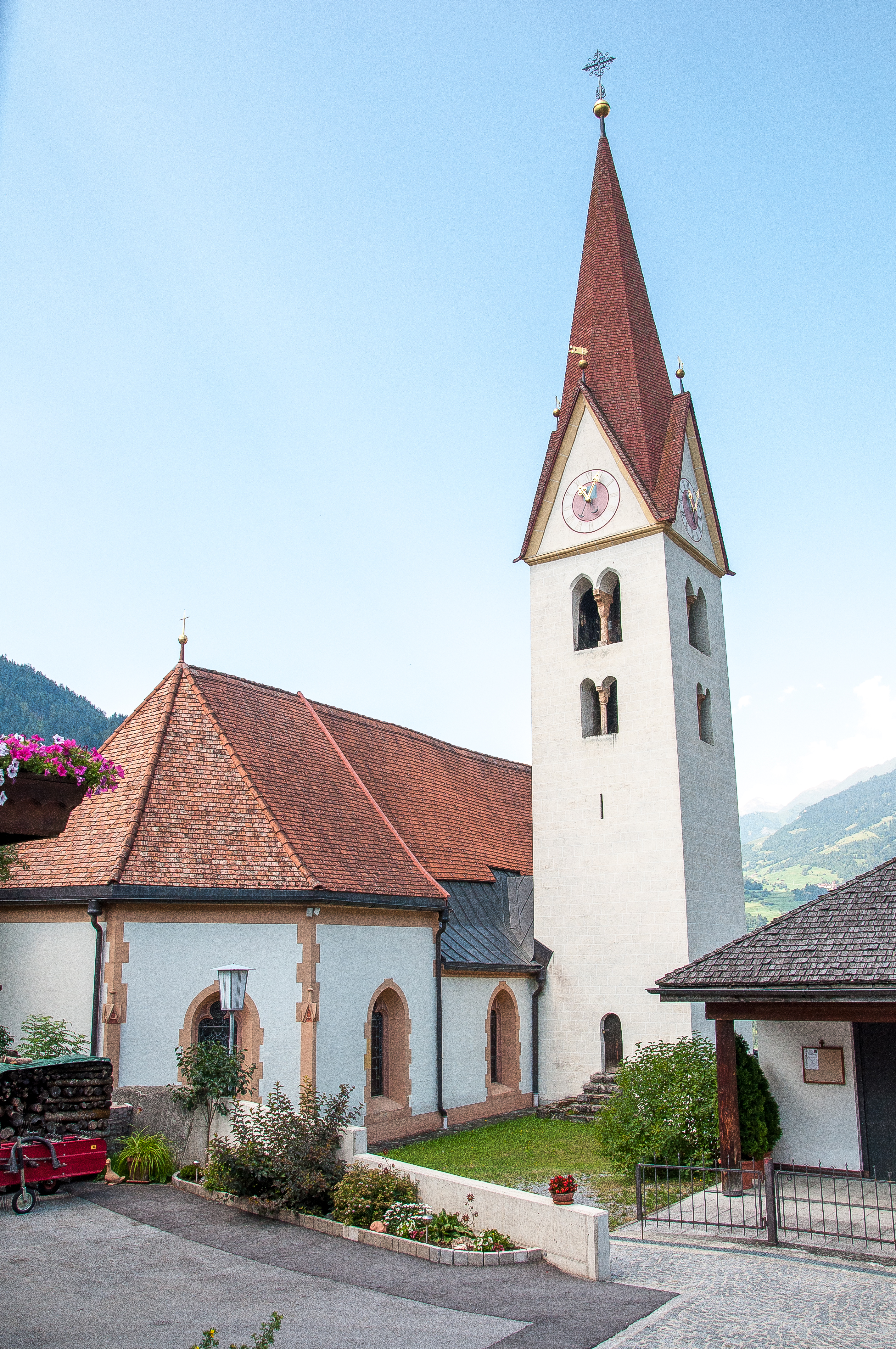
Katholische Pfarrkirche Hl. Jakobus der Ältere in Kauns

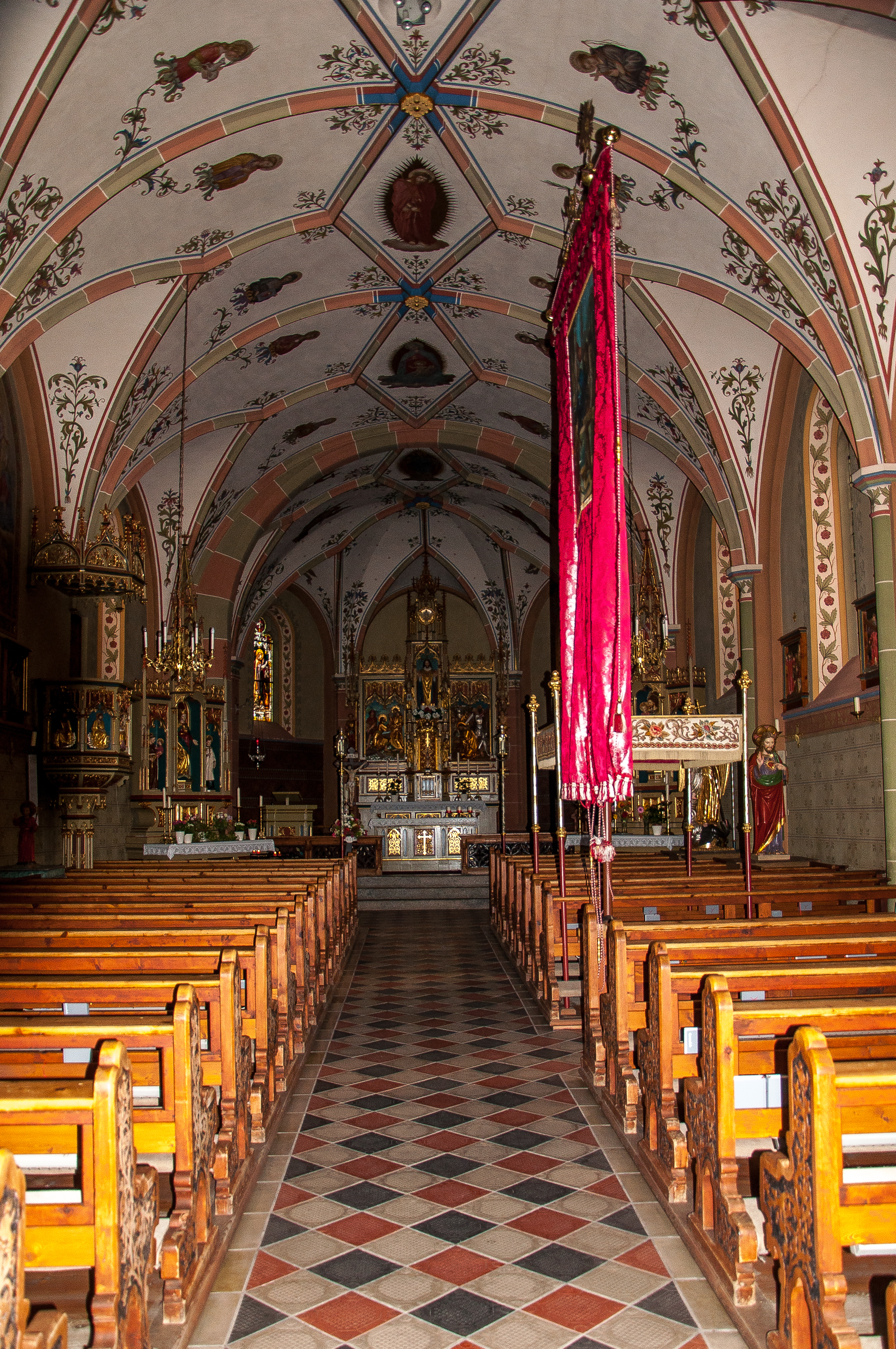
Vom Langhaus zum Chor

Die Pfarrkirche Kauns steht in der Mitte des Dorfes von einem Friedhof umgeben in der Gemeinde Kauns im Bezirk Landeck im Bundesland Tirol. Die auf den Heiligen Jakobus der Ältere geweihte römisch-katholische Pfarrkirche gehört zum Dekanat Prutz in der Diözese Innsbruck. Die Kirche und das Kriegerdenkmal stehen unter Denkmalschutz (Listeneintrag).

## Geschichte
Ein romanischer Vorgängerbau wurde Ende des 15. Jahrhunderts durch einen spätgotischen Kirchenbau ersetzt. Der romanische Turm blieb erhalten. Nach einem barocken Umbau wurde die Kirche urkundlich 1761 geweiht. 1886 und 1889/1901 wurde die Kirche regotisiert. 1891 wurde die Kirche zur Pfarrkirche erhoben.

## Architektur
Der romanische Nordturm steht am vierten Langhausjoch und hat gekoppelte rundbogige Schallfenster, der Turm wurde 1892 erhöht und trägt einen Giebelspitzhelm. An das fünfjochige Langhaus schließt ein gleich breiter einjochiger Chor mit einem Fünfachtelschluss an.

## Ausstattung
Den neugotischen Hochaltar schuf Josef Bachlechner der Ältere mit der Figur Herz Jesu und einem seitlichen Relief Berufung und Hinrichtung des hl. Jakobus.